# Passbild

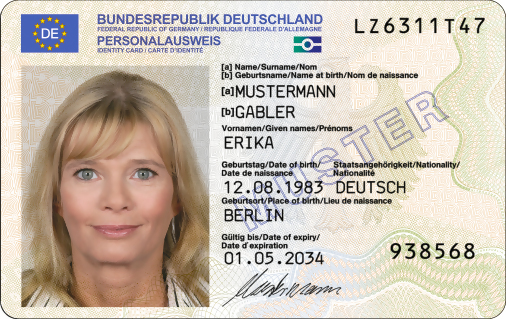
Passbild von Frau Mustermann in einem deutschen Personalausweis (2024)

Ein Passbild ist eine Fotografie, die für ein – meist amtliches – Personaldokument verwendet wird. International sind die Vorschriften sehr unterschiedlich.

## Biometrisches Passbild
Ein Passbild ist biometrisch, wenn es bestimmte Anforderungen erfüllt, die zur erleichterten Gesichtserkennung anhand des Bildes beitragen. Übliche Anforderungen sind:
- frontale Aufnahme
- festgelegte Position des Kopfes im Bild
- strukturloser Hintergrund (z. B. hellgrau)
- neutraler Gesichtsausdruck
- gute Ausleuchtung ohne Reflexionen und Schatten auf Gesicht und Hintergrund

Ob ein Passbild biometrisch ist, hat nichts damit zu tun, ob die Speicherung auf dem Pass elektronisch erfolgt.

## Nationale Anforderungen an das Passbild

### Aktuelle Anforderungen in Deutschland für den ePass und den nPA
In Deutschland gilt bis zum 30. April 2025, dass die ausstellenden Behörden für Personalausweise, Reisepässe und Führerscheine ein Bildformat von 35 mm × 45 mm (ohne Rand) verlangen.
- Das Passgesetz legt in § 4 Abs. 5 für Reisepässe fest: „[…] Einzelheiten des Lichtbildes bestimmt der Bundesminister des Innern im Benehmen mit dem Auswärtigen Amt durch Rechtsverordnung […]“. Diese Rechtsverordnung ist die Passverordnung (PassV) vom 19. Oktober 2007. Die Vorschriften zum – als „Lichtbild“ bezeichneten – Passbild finden sich in § 5 PassV, Muster mit Erläuterungen in Anlage 8 PassV.[2]
- Passbilder sind 35 mm × 45 mm groß (Hochformat, ohne Rand), wobei die Entfernung des oberen Kopfendes zum Kinn zwischen 32 und 36 mm liegen sollte. Wegen des häufig nicht eindeutig zu bestimmenden oberen Kopfendes sind Passfotos jedoch erst dann abzulehnen, wenn die Gesichtshöhe 27 mm unterschreitet oder 40 mm überschreitet.
- Das Gesicht muss gut ausgeleuchtet sein und vor einem einfarbig hellen Hintergrund fotografiert sein. Effektbeleuchtung ist nicht gestattet, Schatten auf dem Hintergrund sind nicht zulässig. Reflexionen in einer vorhandenen Brille sind zu vermeiden.
- Die Gesichtsfläche darf nicht abgedeckt sein.
- Auf dem Lichtbild dürfen keine Uniformteile abgebildet sein.
- Ist das Tragen einer Kopfbedeckung vorgeschrieben (z. B. Religionsgemeinschaft, geistlicher Orden), so ist diese Verpflichtung der Passbehörde nachzuweisen. Trotz Kopfbedeckung muss das Gesicht in vollem Umfang zu erkennen sein.
- Zur Unterstützung der automatischen Gesichtserkennung (Biometrie) wird ein neutraler Gesichtsausdruck mit geschlossenem Mund gefordert.
- Das Bild muss frontal aufgenommen werden, die Nase muss auf der Mittellinie liegen. Halbprofil ist nicht zulässig. In Deutschland sowie im Ausland (z. B. Großbritannien und Kanada) sind entsprechende Vorschriften bereits in Kraft getreten.
- Für Personalausweise müssen seit 1. November 2010 die Passbildarten nach neuer Foto-Mustertafel verwendet werden.

Informationen mit einer Fotomustertafel bietet die Bundesdruckerei online an.
Ab 1. Mai 2025 werden Passbilder für Personalausweise, Reisepässe und Führerscheine nur noch als digitales ePassfoto akzeptiert. Dafür ist eine zertifizierte Fotoaufnahme erforderlich, die von der Behörde selbst oder einem registrierten Fotodienstleister aufgenommen werden müssen.

### Aktuelle Anforderungen in Österreich

Schema eines Passbildes mit den für Österreich vorgegebenen Abmessungen

Mit der Einführung biometrischer Pässe im März 2006 gelten neue Kriterien für Passbilder. Die wichtigsten davon sind:
- Format: 35 mm × 45 mm.
- Kinnspitze bis Scheitel soll zwischen 32 und 36 mm betragen; der Augenabstand soll zwischen 8 und 12 mm betragen.
- Hohe Anforderungen an Qualität, Hintergrund, Ausleuchtung und Kontrast.
- Nur die Person darf im Bild sein.
- Der Mund muss geschlossen sein; lächeln ist erlaubt.
- Eine etwaige Brille darf nicht spiegeln oder wichtige Teile wie etwa die Augen verdecken.
- Kopfbedeckungen sind nur aus religiösen und gesundheitlichen Gründen zulässig und das Gesicht muss zur Gänze erkennbar sein.
- Haare dürfen aus dem Bild ragen, aber nicht Teile des Gesichts verdecken.

### Aktuelle Anforderungen in der Schweiz
Format
- Die Normgröße beträgt 35 mm × 45 mm.
- 5 mm Abstand vom oberen Rand.
- Gesichtshöhe vom Kinn bis zur Schädeldecke mindestens 29 mm, höchstens 34 mm.
- Bei einer Person mit voluminösem Haar darf die Gesichtshöhe von 29 mm nicht unterschritten werden. Es ist wichtiger, das Gesicht in der richtigen Größe abzubilden als die vollständige Frisur (die Haare dürfen ausnahmsweise den Rand überschreiten).
- Bei Kindern unter elf Jahren muss die Gesichtshöhe vom Kinn bis zur Schädeldecke mindestens 23 mm betragen.

Körperhaltung, Kopfposition, Gesichtsausdruck und Blickrichtung
- Person muss gerade vor der Kamera sitzen (Schultern gerade) und direkt in die Kamera blicken (Frontalaufnahme).
- Kopfhaltung gerade (nicht geneigt, gedreht oder gekippt).
- Nase auf der gekennzeichneten Vertikal-Mittellinie der Schablone.
- Beide Augen müssen offen, auf gleicher Höhe und deutlich sichtbar sein (auch bei Brillenträgern).
- Gesichtsausdruck neutral, Mund geschlossen.
- Keine Hand und kein Gegenstand (z. B. Pfeife) im Gesicht.
- Auch bei Kindern darf weder eine andere Person noch ein Gegenstand auf dem Bild ersichtlich sein.

Brillenträger
- Augen dürfen nicht durch Brillengestelle verdeckt werden.
- Keine Spiegelung der Brillengläser.
- Keine getönten Gläser oder Sonnenbrille.
- Bei Sehbehinderten sind verdunkelte Brillengläser gestattet.

Ausleuchtung, Schärfe und Kontrast
- Bild muss scharf und kontrastreich sein.
- Ausleuchtung gleichmäßig (keine Schatten im Gesicht).
- Natürliche Hauttöne.
- Keine Spiegelung auf der Haut (hot spots) und keine roten Augen.

Hintergrund
- Hintergrund einfarbig, einheitlich und neutral; keine Schatten.
- Klare Trennung zwischen Hintergrund und Kopf.

Kopfbedeckung
- Grundsätzlich nicht erlaubt. Kein Stirn- oder augenfälliges Haarband oder auf den Kopf geschobene Brille etc.,
- Ausnahmen sind nur aus nachgewiesenen medizinischen oder religiösen Gründen gestattet (bei Ordensfrauen oder Personen, die einer Glaubensgemeinschaft angehören, die das Tragen einer Kopfbedeckung in der Öffentlichkeit vorschreibt). In diesem Fall gilt: Das Gesicht muss mindestens von der unteren Kinnkante bis zum Haaransatz erkennbar sein. Es dürfen keine Schatten auf dem Gesicht entstehen.

Fotoqualität und weitere Anforderungen
- Es sind Aufnahmen in Graustufen (sogenannte „Schwarz-Weiß-Bilder“) und Farbbilder zugelassen.
- Das Fotopapier muss eine glatte, nicht strukturierte Oberfläche haben (hochglanz oder halbmatt). Die Oberfläche darf keine mit dem Finger spürbare Struktur haben (sogenannter „Pearl-“ oder „Seidenraster-Effekt“).
- Für die Herstellung der Bilder darf nur ein speziell für Fotoabbildungen vorgesehenes Papier verwendet werden.
- Das Bild darf nicht älter als ein Jahr sein.
- Es darf keine Knicke, Unebenheiten und Verunreinigungen aufweisen.
- Es darf keine abgerundeten Ecken haben.
- Es darf keine Pixelstruktur ersichtlich sein.
- Fotos mit Personen in Uniform sind nicht gestattet.
- Bei Kleinkindern oder behinderten Personen müssen nicht alle Anforderungen zwingend erfüllt sein. Insbesondere bezüglich Blick in die Kamera, neutralem Gesichtsausdruck und Kopfgröße sind Abweichungen akzeptabel.

## Normen und Standards
International anerkannte Richtlinien finden sich in der Norm ISO/IEC 19794-5 – Information technology – Biometric data interchange formats – Part 5: Face image data.
Die Internationale Zivilluftfahrt-Organisation (ICAO) hat dem ICAO Doc 9303 Fotorichtlinien (Photograph guidelines) beigefügt. Es handelt sich um eine Weiterentwicklung der „Richtlinien für Fotoaufnahmen zur Optimierung der Gesichtserkennung“ (‚Guidelines for taking photographs to maximize facial recognition results‘) von 2004.
Bei der Beantragung eines Personalausweises wurde in Deutschland im Januar 2020 seitens des Bundesinnenministeriums beabsichtigt, dass aufgrund von sonst möglichem Morphing das Foto in der Behörde entstehen müsse; noch im selben Monat wurde dies wieder revidiert.

## Ehemalige Anforderungen
- Bis zur Einführung von biometrietauglichen Fotos zur automatischen Gesichtserkennung musste auf einem Passbild mindestens ein Ohr zu sehen sein. In Deutschland konnten Personalausweise mit einem Passbild im Halbprofil bis zum 31. Oktober 2010 beantragt werden (Informationen der Bundesdruckerei).[10] Insbesondere bei Menschen mit langen Haaren führte das oft zu unnatürlich aussehenden Aufnahmen. Die Passkontrolleinheiten der DDR verlangten beispielsweise häufig bei der Personenkontrolle die Freilegung des auf dem Passbild sichtbaren Ohres.
- Im Frühjahr 1943 wurde für Kriegsdauer die Größe von Ausweisbildern mit 37 mm × 52 mm (Format DIN A9) festgelegt (Führerschein: 52 mm × 74 mm, Format DIN A8). Die Höhe des Kopfes der dargestellten Person hatte (jeweils) 25–30 mm zu betragen. Für Abzüge von Passbildern durfte auch Glanzpapier verwendet werden.[11]

## Urheberrecht
Falls ein Passbild von einem Fotografen erstellt wurde, sind dessen Rechte bei der Verwendung des Bildes zu berücksichtigen. Dies kann eventuell bei der Verwendung des Bildes im Internet Konsequenzen haben (§ 60, § 19a UrhG). Für Passbilder aus dem Automaten kann dies nicht gelten, da die Produkte automatischer Vorrichtungen grundsätzlich kein Urheberrecht erlangen können.